# Tuffi ai campionati europei di nuoto 2008 - Trampolino 3 metri maschile
Il concorso del trampolino 3 metri maschile si è svolto il 20 e 21 marzo 2008 al Pieter van den Hoogenband Zwemstadion di Eindhoven, nei Paesi Bassi e vi hanno partecipato 22 atleti.

## Programma
| Data          | Ora (UTC+1) | Turno       |
| ------------- | ----------- | ----------- |
| 20 marzo 2008 | 21:00       | Preliminari |
| 21 marzo 2008 | 16:30       | Finale      |

## Medaglie
| Posizione | Atleta         | Paese     |
| --------- | -------------- | --------- |
| Oro       | Dmitrij Sautin | Russia    |
| Argento   | Illja Kvaša    | Ucraina   |
| Bronzo    | Joona Puhakka  | Finlandia |

## Risultati
In verde sono indicati i finalisti
| Oro     | Dmitrij Sautin      | Russia        | 458,05 | 1  | 493,70          | 1               |                 |                 |                 |
| Argento | Illja Kvaša         | Ucraina       | 439,80 | 3  | 468,70          | 2               |                 |                 |                 |
| Bronzo  | Joona Puhakka       | Finlandia     | 450,95 | 2  | 441,80          | 3               |                 |                 |                 |
| 4       | Aleksandr Dobroskok | Russia        | 402,50 | 5  | 435,45          | 4               |                 |                 |                 |
| 5       | Timo Klami          | Norvegia      | 370,30 | 10 | 432,70          | 5               |                 |                 |                 |
| 6       | Pavlo Rozenberg     | Germania      | 397,75 | 6  | 417,95          | 6               |                 |                 |                 |
| 7       | Javier Illana       | Spagna        | 373,65 | 9  | 417,30          | 7               |                 |                 |                 |
| 8       | Dmytro Lysenko      | Ucraina       | 408,10 | 4  | 415,70          | 8               |                 |                 |                 |
| 9       | Tommaso Marconi     | Italia        | 366,15 | 11 | 391,75          | 9               |                 |                 |                 |
| 10      | Nicola Marconi      | Italia        | 380,30 | 8  | 384,65          | 10              |                 |                 |                 |
| 11      | Andreas Wels        | Germania      | 357,45 | 12 | 343,70          | 11              |                 |                 |                 |
| 12      | Sergei Kuchmasov    | Bielorussia   | 391,25 | 7  | 338,20          | 12              |                 |                 |                 |
| 13      | Alexandros Manos    | Grecia        | 354,25 | 13 | Non qualificati | Non qualificati | Non qualificati | Non qualificati | Non qualificati |
| 14      | Constantin Blaha    | Austria       | 346,30 | 14 | Non qualificati | Non qualificati | Non qualificati | Non qualificati | Non qualificati |
| 15      | Blake Aldridge      | Gran Bretagna | 346,10 | 15 | Non qualificati | Non qualificati | Non qualificati | Non qualificati | Non qualificati |
| 16      | Benjamin Swain      | Gran Bretagna | 344,60 | 16 | Non qualificati | Non qualificati | Non qualificati | Non qualificati | Non qualificati |
| 17      | Ramon De Meijer     | Paesi Bassi   | 343,40 | 17 | Non qualificati | Non qualificati | Non qualificati | Non qualificati | Non qualificati |
| 18      | Stefanos Paparounas | Grecia        | 341,25 | 18 | Non qualificati | Non qualificati | Non qualificati | Non qualificati | Non qualificati |
| 19      | Ville Vahtola       | Finlandia     | 337,25 | 19 | Non qualificati | Non qualificati | Non qualificati | Non qualificati | Non qualificati |
| 20      | Yorick de Bruijn    | Paesi Bassi   | 335,55 | 20 | Non qualificati | Non qualificati | Non qualificati | Non qualificati | Non qualificati |
| 21      | Sime Peric          | Croazia       | 334,20 | 21 | Non qualificati | Non qualificati | Non qualificati | Non qualificati | Non qualificati |
| 22      | Damien Cély         | Francia       | 333,45 | 22 | Non qualificati | Non qualificati | Non qualificati | Non qualificati | Non qualificati |
| 23      | Alexander Andresen  | Svezia        | 322,80 | 23 | Non qualificati | Non qualificati | Non qualificati | Non qualificati | Non qualificati |
| 24      | Alexis Coquet       | Francia       | 314,45 | 24 | Non qualificati | Non qualificati | Non qualificati | Non qualificati | Non qualificati |
| 25      | Grzegorz Szczepek   | Polonia       | 312,40 | 25 | Non qualificati | Non qualificati | Non qualificati | Non qualificati | Non qualificati |
| 26      | Amund Gismervik     | Norvegia      | 289,00 | 26 | Non qualificati | Non qualificati | Non qualificati | Non qualificati | Non qualificati |
| 27      | Ignas Barkauskas    | Lituania      | 280,85 | 27 | Non qualificati | Non qualificati | Non qualificati | Non qualificati | Non qualificati |
| 28      | Andrzej Rzeszutek   | Polonia       | 240,05 | 28 | Non qualificati | Non qualificati | Non qualificati | Non qualificati | Non qualificati |